# Andreas Braun (Zahnmediziner)

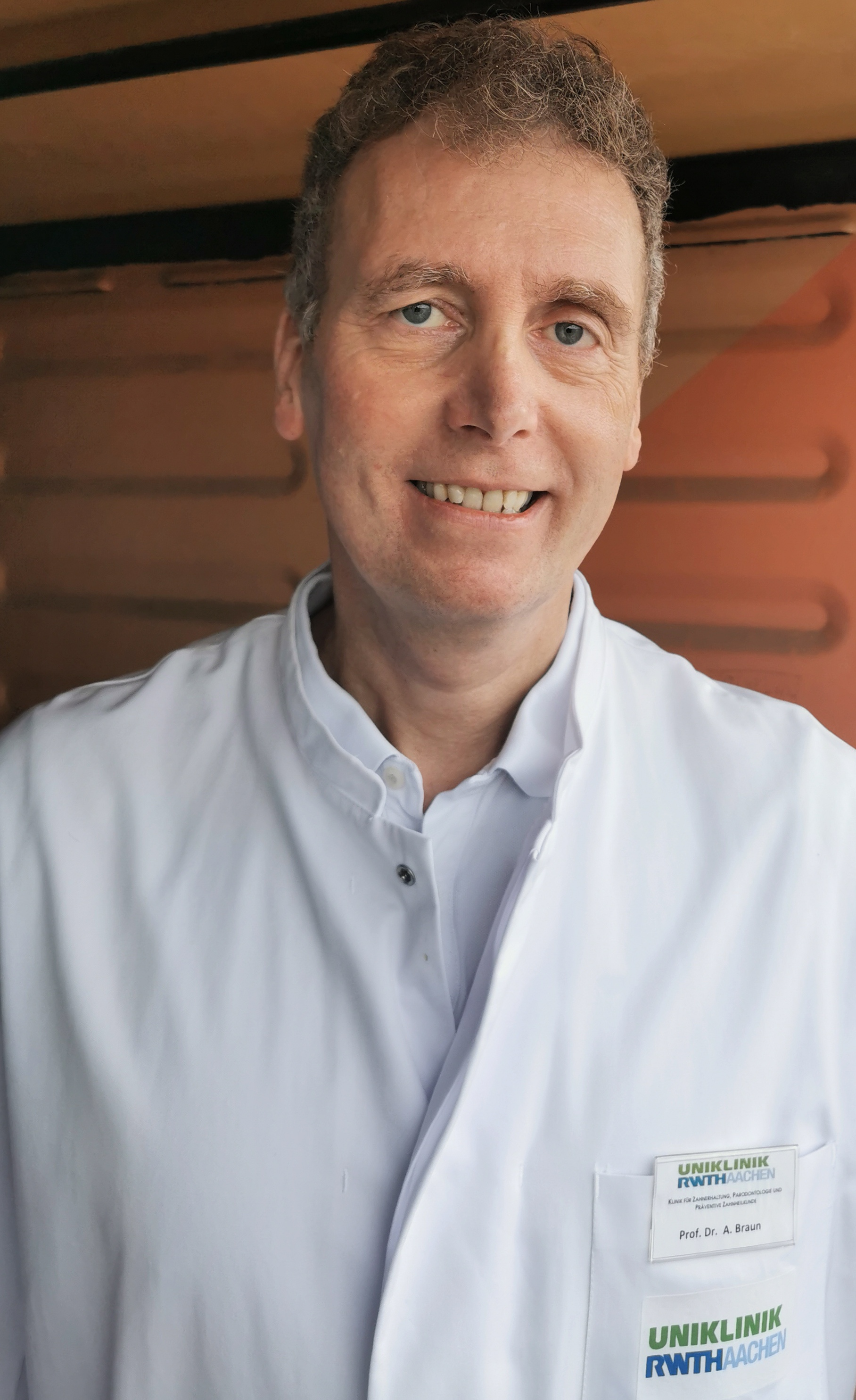
Andreas Braun (2023)

Andreas Braun (* 23. Dezember 1967 in Wermelskirchen) ist ein deutscher Zahnmediziner.

## Leben
1987 legte Andreas Braun das Abitur am Leibniz-Gymnasium in Remscheid ab. Von 1988 bis 1994 studierte Braun Zahnmedizin an der Rheinischen Friedrich-Wilhelms-Universität Bonn. 1992 absolvierte er eine Famulatur an der Melbourne Dental School der Universität Melbourne in Australien. 1994 erhielt er die Approbation als Zahnarzt. 1995 wurde Braun bei Claus Herberhold in der Klinik und Poliklinik für Hals-, Nasen- und Ohrenheilkunde der Universität Bonn promoviert; 2005 folgte die Habilitation bei  Sören Jepsen in Bonn.
Seit 2019 ist Andreas Braun Universitätsprofessor und Direktor der Klinik für Zahnerhaltung, Parodontologie und Präventive Zahnheilkunde am Universitätsklinikum Aachen, seit 2021 Leiter des Masterstudiengangs  M.Sc. Periodontology, RWTH Aachen University.

## Mitgliedschaften
- seit 2007 – Wissenschaftlicher Beirat der Deutschen Gesellschaft für Laserzahnheilkunde (DGL), seit 2020 – Präsident
- seit 2010 – Redaktioneller Beirat der Zeitschrift Journal of Clinical Periodontology
- seit 2014 – Associate Editor der Zeitschrift BMC Oral Health
- Deutsche Gesellschaft für Parodontologie
- Deutsche Gesellschaft für Zahnerhaltung (2012–2014 Generalsekretär)
- Deutsche Gesellschaft für Zahn-, Mund- und Kieferheilkunde
- Deutsche Gesellschaft für Endodontologie und zahnärztliche Traumatologie
- Arbeitsgemeinschaft für Laserzahnheilkunde e.V. (AGLZ)
- Interdisziplinärer Arbeitskreis für Zahnärztliche Anästhesie (IAZA)
- Arbeitsgemeinschaft für Grundlagenforschung (AfG)
- Gesellschaft für Endodontie Bonn e.V.
- Arbeitskreises „Dentalwerkstoffe“ im Fachausschuss „Biomaterialien“ der Deutschen Gesellschaft für Materialkunde e.V.

## Publikationen (Auswahl)
- Paro kompakt!: Systematik der schonenden Parodontitis- und Periimplantitistherapie, zusammen mit Olivier Brede, Stuttgart; New York, NY: Thieme, 2013, ISBN 978-3-13-173911-7
- Paro compact!: principles of gentle treatment of periodontitis and peri-implantitis, zusammen mit Olivier Brede, Stuttgart; New York, NY: Thieme, 2013, ISBN 978-3-13-173921-6